# خفافيش في المستشفى العسكري 37

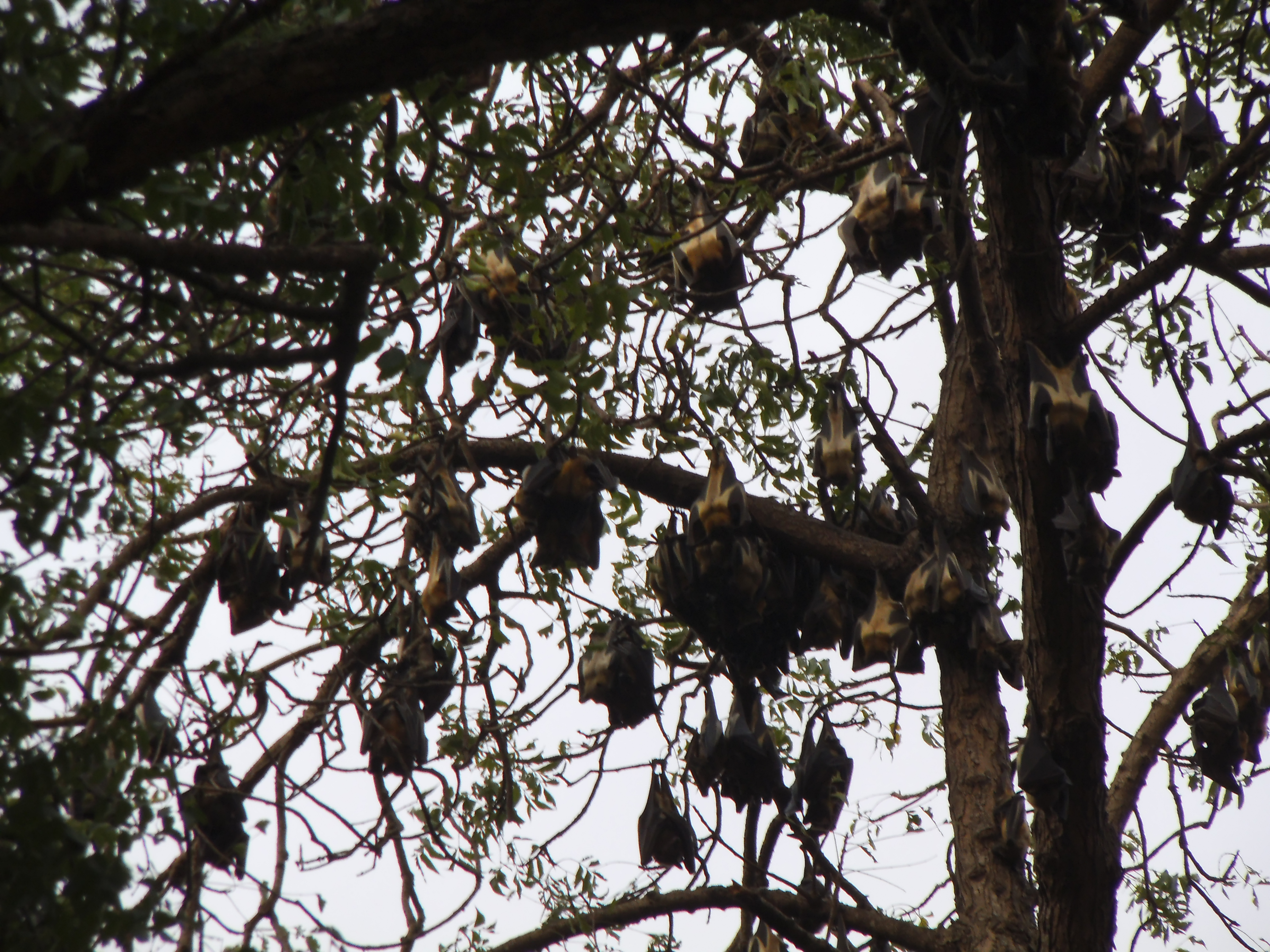
الخفافيش بالقرب من المستشفى العسكري 37 في أكرا

الخفافيش في المستشفى العسكري 37 هي مستعمرة  يقدر عدد الخفافيش فيها بواحد مليون خفاش. تعيش هذه الخفافيش بالقرب من المستشفى العسكري 37 في أكرا عاصمة غانا.
تقول الأسطورة المحلية أن هذه المجموعة من الخفافيش تابعة لأحد زعماء غانا.
حيث أنه منذ زمن طويل، أتى رئيس من قرية في شرق غانا تدعى قرية كيبي إلى المستشفى بصحبة العديد من الخفافيش للعلاج. و قد توفي الرجل بالمستشفى، لكن الخفافيش لازالت في اتنتظاره إلى يومنا هذا.